# Herbert Achternbusch
Herbert Achternbusch est un écrivain, peintre et cinéaste allemand né le 23 novembre 1938 à Munich et mort le 10 janvier 2022,,.

## Biographie
Herbert Achternbusch est un poète et dramaturge bavarois. Le public français le découvre à l'occasion de la traduction et de la mise en scène d’Ella par Claude Yersin. Le spectacle est d'abord créé à la Comédie de Caen, en 1980, puis repris au festival d'Avignon la même année, avec Nelly Stochl et Jean-Claude Frissung.
Ses films, tantôt anarchistes, tantôt surréalistes, ne sont pas connus du grand public en Allemagne. L’un d'eux, Das Gespenst (Le Fantôme) en 1982, a provoqué un scandale à cause de son contenu blasphématoire. Le film, au scénario décalé, est volontairement mal joué, comme par des amateurs. Le réalisateur interprète un Jésus décalé, et livre une satire de la société allemande. Le scandale fit paradoxalement du film le plus grand succès d'Achternbusch. Il obtint le prix F.W Murnau de la ville de Bielefeld en 1996.
Werner Herzog, célèbre cinéaste du nouveau cinéma allemand, a tiré son film Cœur de verre d'une histoire écrite par Achternbusch.

## Répertoire des pièces de théâtre
- Le jour viendra suivi de L'Heure de la mort, Hachette, 1980.
- Ella, L'Arche Éditeur, 1982 (trad. Claude Yersin).
- Fil (titre original : Weg), manuscrit non publié (trad. Patrick Démerin).
- Gust, L'Arche Éditeur, 1984 (trad. Claude Yersin).
- Kuschwarda City, manuscrit non publié (trad. Michel-François Démet).
- Là au Kafénéion (titre original : Da im Kafenion), manuscrit non publié, (trad.Patrick Démerin).
- Mon Herbert (titre original : Mein Herbert), manuscrit non publié, (trad.Patrick Démerin).
- La Botte et la Chaussette, suivi de Ella et Susn, L'Arche Éditeur, 1997 (trad. René Fix, Claude Yersin).

## Filmographie partielle

### Comme scénariste
- 1976 : Cœur de verre (Herz aus Glas) de Werner Herzog

### Comme réalisateur
- 1977 : La Guerre de la bière (Bierkampf)
- 1981 : Le Noir Erwin (Der Neger Erwin)
- 1982 : Le Fantôme (Das Gespenst)
- 1988 : Wohin?
- 1995 : Hades

## Récompenses et distinctions
- Prix littéraire de Cassel
- prix Ernst-Hoferichter
- Mülheimer Dramatikerpreis
- prix Toucan
- médaille Ludwig-Thoma
- Filmpreis der Landeshauptstadt München